# Fransje Carbasius
Françoise Charlotte (Fransje) Carbasius (Den Haag, 18 augustus 1885 – Laren, 30 maart 1984) was een Nederlandse beeldhouwer.

## Leven en werk
Carbasius, lid van de familie Carbasius, was een dochter van Bernard August Carbasius (1850-1886), commies-stempelaar bij de waarborg voor gouden en zilveren werken, en Maria Constantia van der Kop. Ze volgde een MO-opleiding tekenen aan de Academie van Beeldende Kunsten in Den Haag. Op de opleiding leerde ze Rie Cramer kennen, die een vriendin voor het leven zou worden. Na haar opleiding aan de Academie leerde ze beeldhouwen van Toon Dupuis. Naast beeldhouwer was Carbasius medailleur.
Carbasius exposeerde meerdere malen, onder meer tijdens De Vrouw 1813-1913 en met Rie Cramer samen bij de kunsthandel Van Lerven in Arnhem (1915) en de Kunstzaal Kleykamp in Den Haag (1937). Het tweetal werkte ook mee aan het Nederlands paviljoen voor de wereldtentoonstelling van 1939 in New York. In de jaren dertig maakten Carbasius en Cramer 'Ronco-aardewerk', dit waren uiteenlopende sculpturen, maar ook geboortebordjes. Ander toegepast werk van Carbasius waren haar ontwerpen voor de Plateelbakkerij Schoonhoven. Dit waren verschillende keramieken boekensteunen. Vanaf 1937 woonden Cramer en Carbasius in Blaricum en op Majorca.

## Enkele werken
- Bronzen penning van Koningin Wilhelmina (1923)[6]
- Tuinvogeldrinkbak (1929) voor Paleis Soestdijk
- Kind met eend en vogeldrinkbak (1932), Middelharnis. In 1939 werd een exemplaar aangekocht door de gemeente Den Haag en een jaar later geplaatst in het beeldenpark Gemeentemuseum Den Haag.
- Zeehond en visotter (1936), Prinsessegracht, Den Haag
- Bronzen reliëf van Beatrix (1939) voor het ms Prinses Beatrix
- Dicky met vogel (1943) Dicky Droogleever Fortuyn (16 april 1942-10 oktober 1943)[7]
- Bronzen gedenkplaat van Willem Kloos en zijn vrouw Jeanne Reyneke van Stuwe (1953), Regentesselaan, Den Haag
- Kind met lam (1955) aan de Ubbo Emmiussingel, Groningen
- Borstbeeld van Rie Cramer[8]
- Javaanse danser, brons, 35.5 cm hoog[9]
- H. Roland Holst, bruin gepatineerde bronzen kop, 22 cm. hoog[9]
- Geit, bruin gepatineerde bronzen beeld, 15.5 cm hoog[9]
- Portret van een jongen: Wim, bronzen reliëf[9]
- Breiende vrouw, aardewerk, 27,4 cm hoog[9]
- Drie aardewerk boekensteunen voor Plateelbakkerij Schoonhoven, waarvan één in opdracht van de Nederlandse Boeken Club.[4]

## Fotogalerij

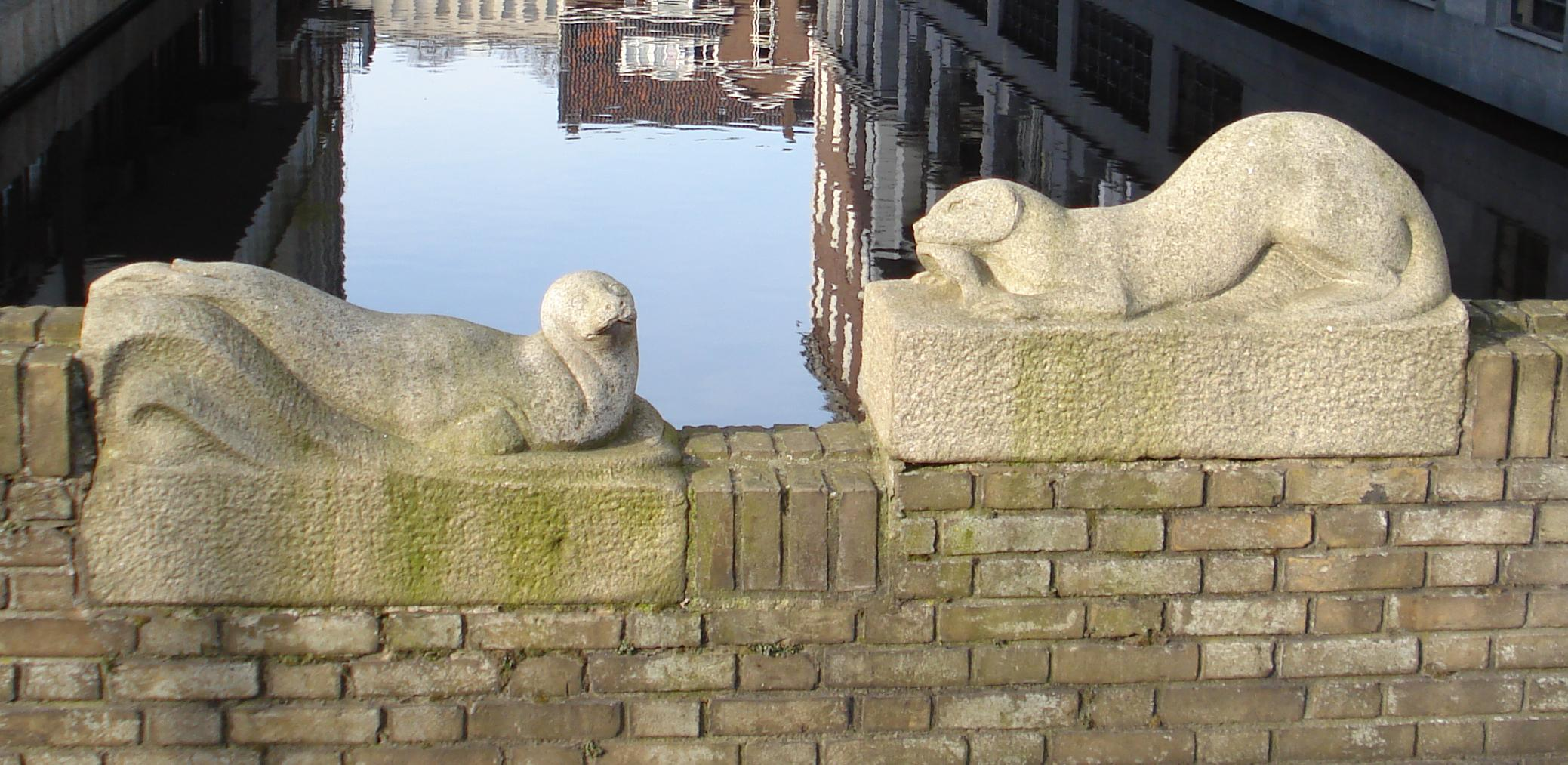
Zeehond en visotter (1932), Den Haag
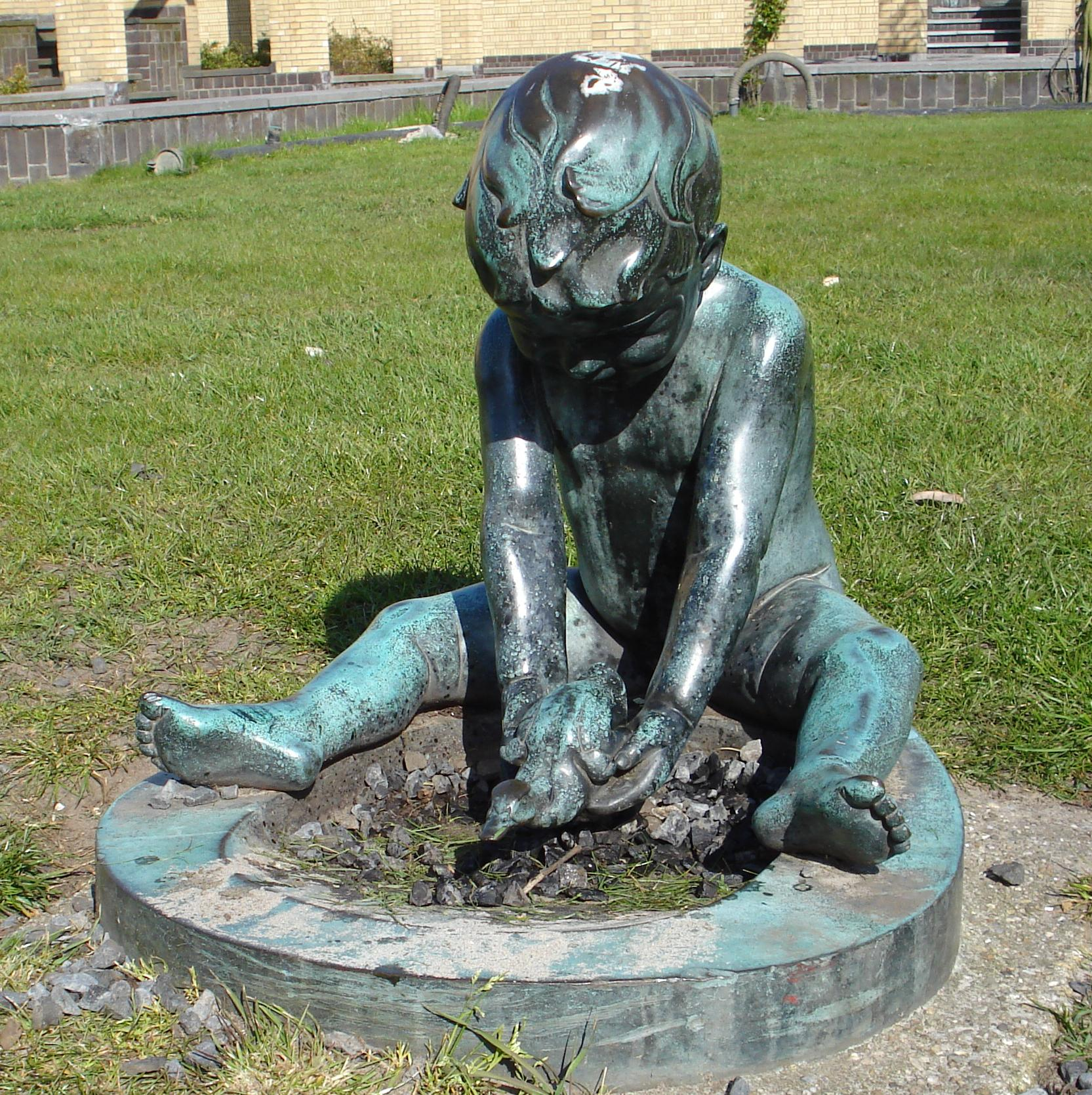
Kind met eend en vogeldrinkbak (1932/1939), Den Haag
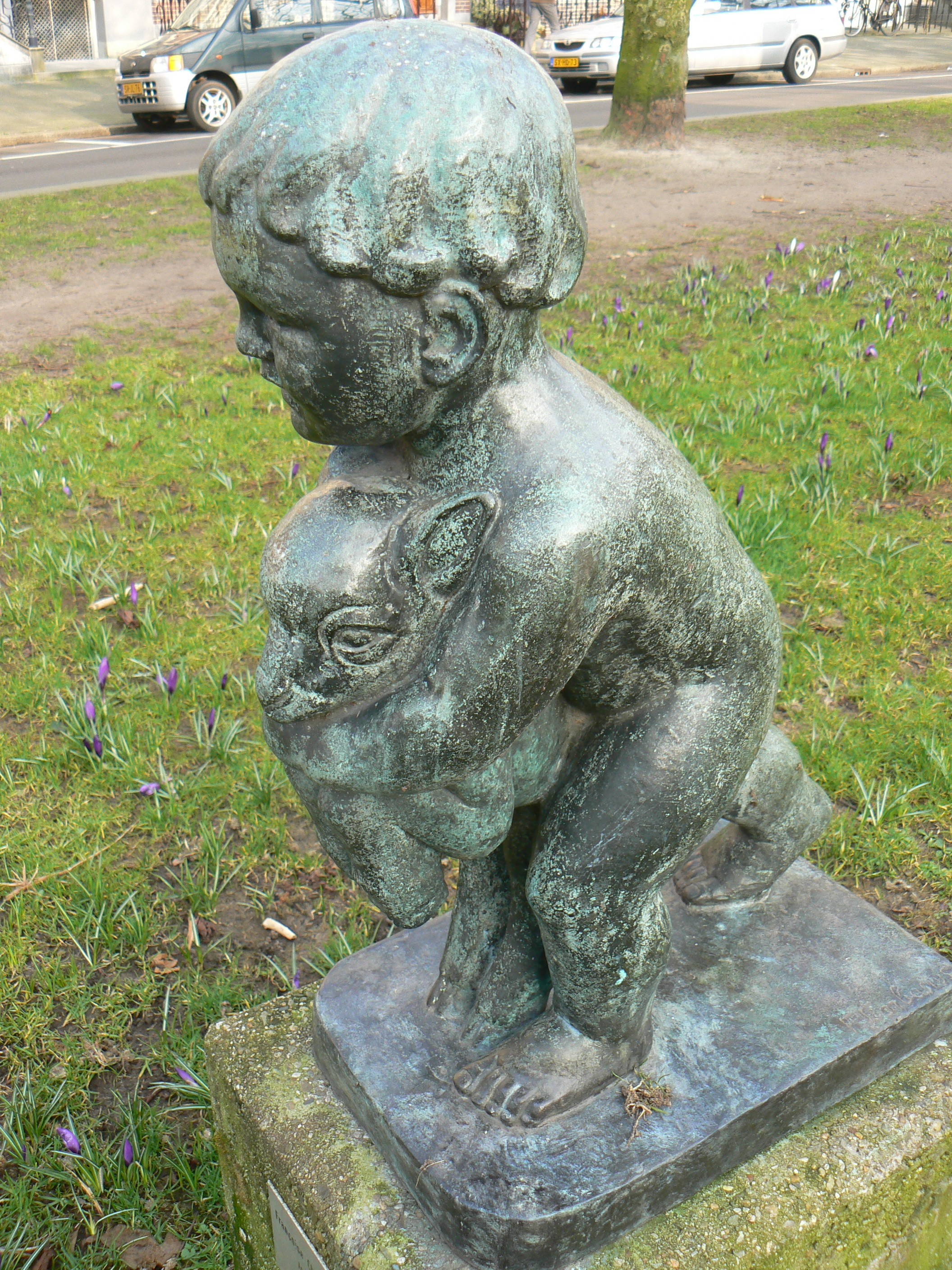
Kind met lam (1955), Groningen
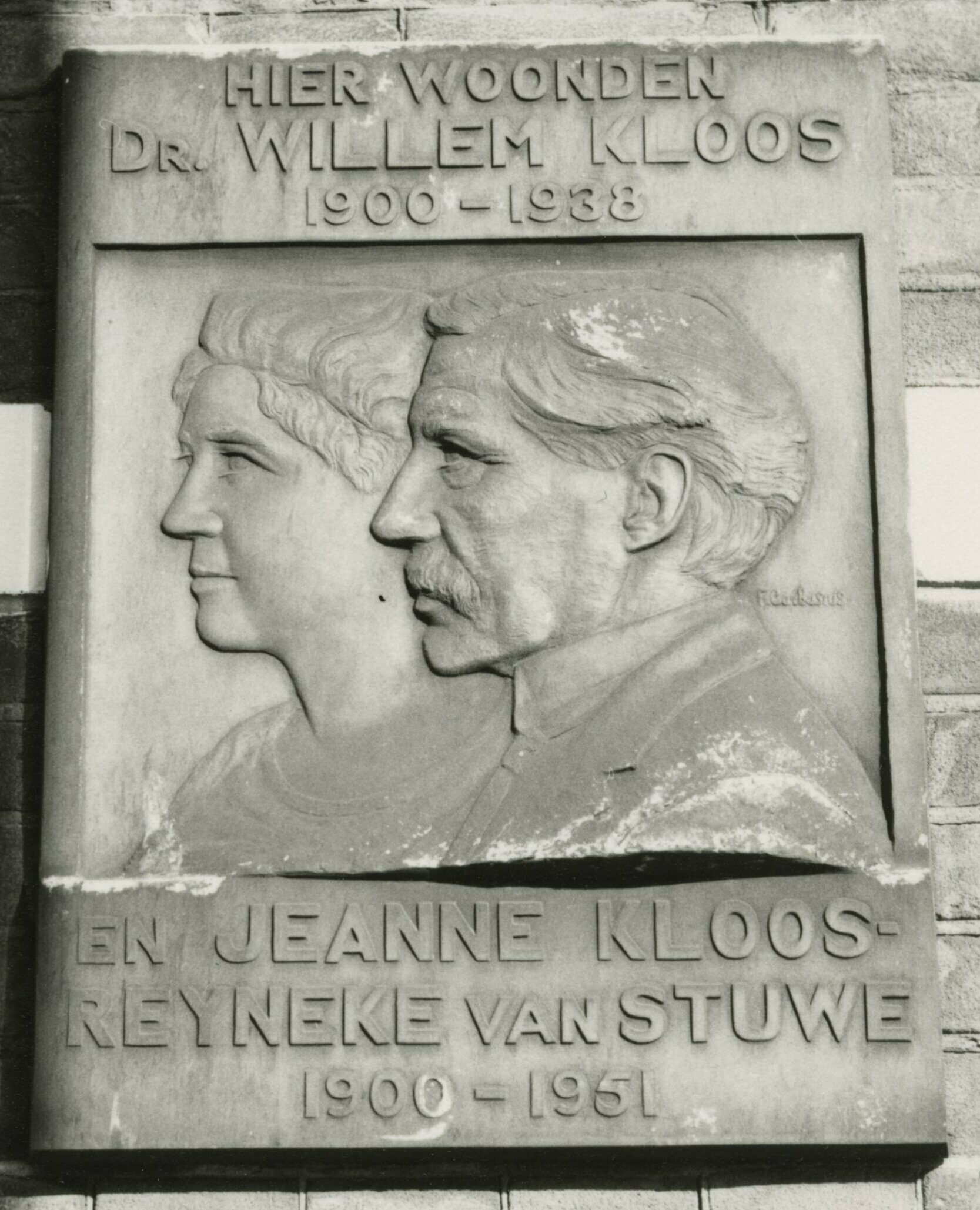
Plaquette Dr. Willem Kloos en Jeanne Kloos-Reyneke van Stuwe